# Juriaen van Streeck
Juriaen van Streeck est un peintre néerlandais, né en 1632 et mort le 12 juin 1687 à Amsterdam. Le peintre Barend van der Meer travailla probablement à ses côtés.

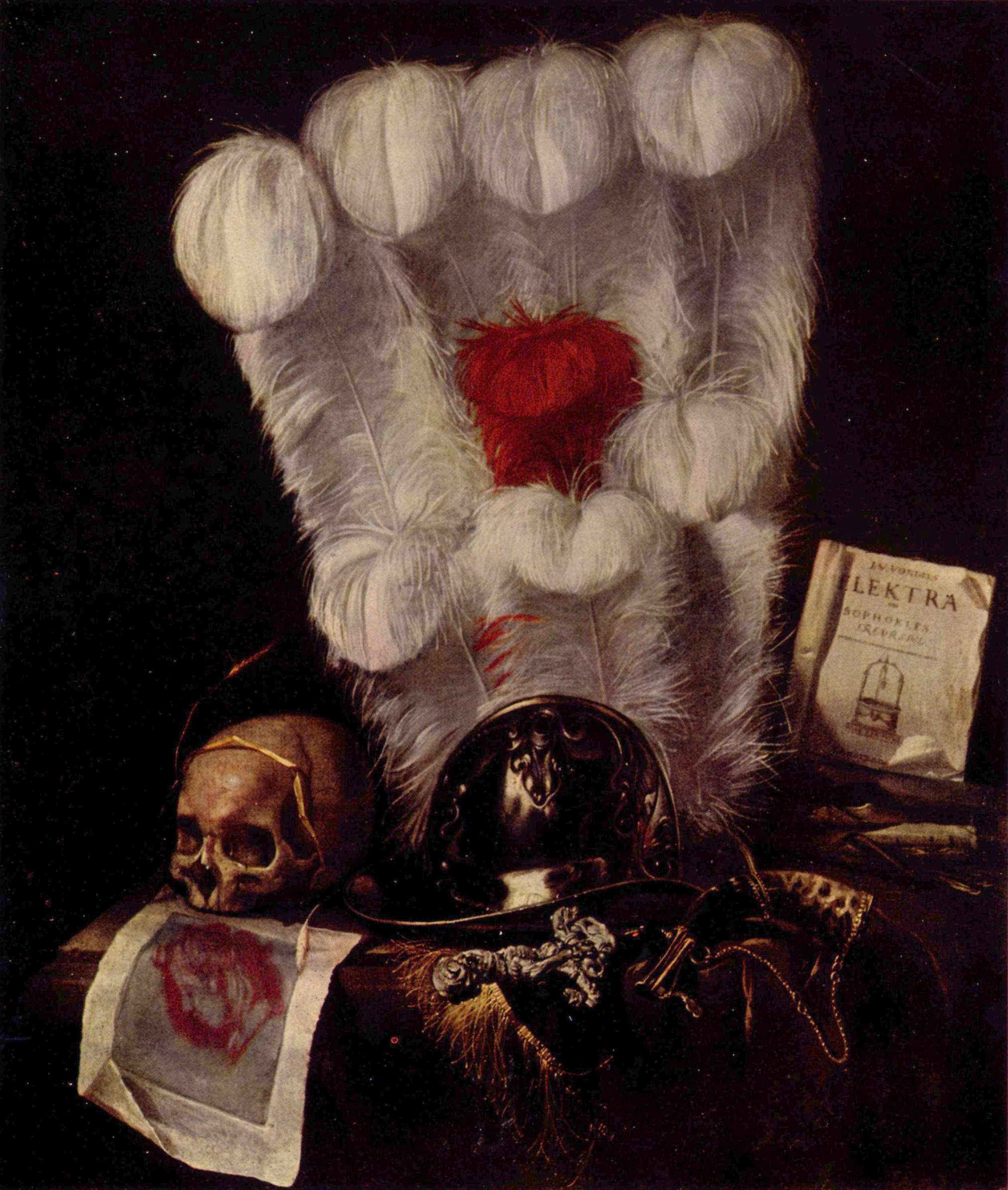
Vanités
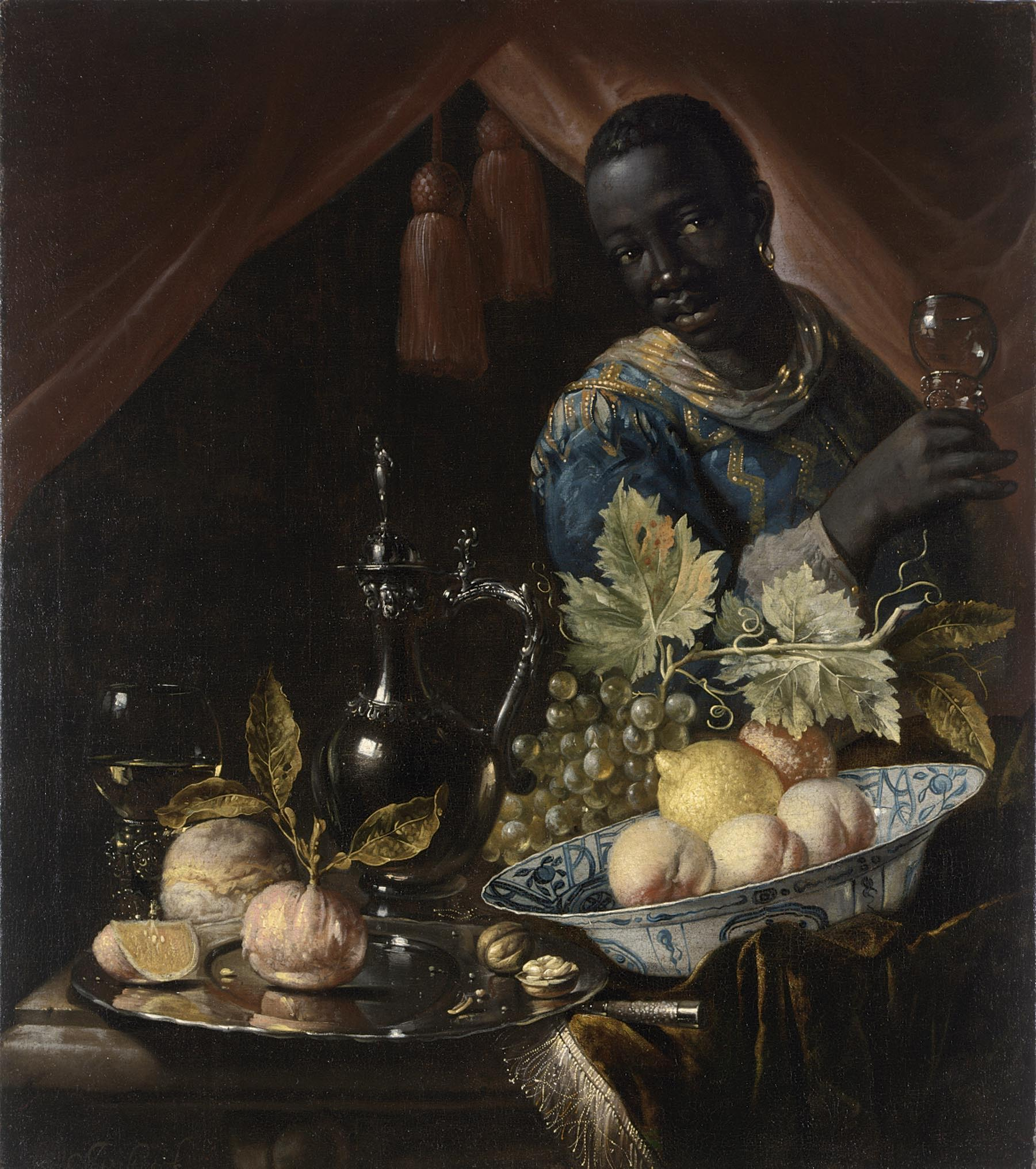
Nature morte aux pêches et au citron